# Возвращение (телеспектакль, 1975)
«Возвращение» — советский телеспектакль 1975 года режиссёра Павла Резникова по повести И. С. Тургенева «Два приятеля», в постановке МХАТа.

## В ролях
| Актёр                 | Роль                                      |
| --------------------- | ----------------------------------------- |
| Андрей Миронов        | Вязовнин, помещик                         |
| Александр Потапов     | Крупицын, помещик, сосед Вязовнина        |
| Андрей Попов          | Барсуков, помещик                         |
| Елена Кондратова      | Верочка Барсукова, дочь Степана Петровича |
| Антонина Дмитриева    | Тиходуева, мать Эмеренции и Поленьки      |
| Борис Кудрявцев       | Тиходуев, отец Эмеренции и Поленьки       |
| Наталья Гундарева     | Заднепровская, вдова, помещица            |
| Нина Корниенко        | Эмеренция                                 |
| Татьяна Васильева     | Поленька                                  |
| Александр Шворин      | лейтенант Лебеф                           |
| Григорий Лямпе        | Лекок, друг Лебефа                        |
| Виктор Лакирев        | лейтенант Барбишон                        |
| Нелли Лазарева        | Жюли, француженка-танцовщица              |
| Леонид Платонов       | Тихон, слуга Вязовнина                    |
| Александр Диденко     | Карантьев, студент                        |
| Якоб Ромбро           | сосед Барсукова                           |
| Николай Серебренников | лакей (в титрах не указан)                |

## Критика
Большую работу проделала операторская группа во главе с Борисом Лазаревым над созданием ряда выразительных портретов в спектакле «Возвращение», где тонкость, поэтическая атмосфера и стиль тургеневского произведения требовали чуткого операторского мастерства и культуры.— Литературный телеэкран. — М.: Искусство, 1979. −128 с. — стр. 109